# Путешествия с моей тётей
«Путешествия с моей тётей» (англ. Travels with My Aunt) — американский комедийный фильм 1972 года режиссёра Джорджа Кьюкора с Мэгги Смит в главной роли. Фильм основан на одноимённом романе 1969 года английского писателя Грэма Грина.
Художник по костюмам Энтони Пауэлл за этот фильм получил премию «Оскар» за лучший дизайн костюмов.

## Сюжет
Генри Пуллинг — статный мужчина, банковский служащий на пенсии, ведущий спокойную размеренную жизнь. Всё меняется, когда умирает его мать: на похороны заявляется эксцентричная женщина Августа Бертрам, утверждающая, что она тётя Генри. Она уговаривает его поехать с ней в Стамбул, чтобы выкупить у похитителей своего бывшего возлюбленного Эрколе Висконти за сто тысяч долларов.

## В ролях
- Мэгги Смит — Августа Бертрам
- Алек МакКоуэн — Генри Пуллинг
- Луис Госсетт мл. — Закари Вордсворт
- Роберт Стивенс — Эрколе Висконти
- Синди Уильямс — Тули
- Роберт Флеминг — Кроудер
- Корин Маршан — Луиза
- Даниэль Эмильфорк — полковник Хаким
- Хосе Луис Лопес Васкес — Дамбрез
- Антонио Пика — элегантный мужчина
- Альдо Самбрель — помощник полковника

## Производство
Джордж Кьюкор первоначально подарил Кэтрин Хепбёрн копию романа Грэма Грина и сказал ей, что хочет взять её на роль Огасты. Впервые ознакомившись с произведением, актриса почувствовала, что книгу невозможно адаптировать в жизнеспособный сценарий, но, прочитав её ещё несколько раз, согласилась снять фильм. В конечном итоге она была недовольна законченным сценарием, и Джей Прессон Аллен наконец предложила ей переписать сценарий самостоятельно.
Проработав над сценарием несколько месяцев, Хепберн отправила его в Metro-Goldwyn-Mayer, но руководитель студии Джеймс Т. Обри-младший почувствовал, что ему не хватает очарования книги. Кроме того, он хотел, чтобы во флэшбеках Августа выглядела молодой женщиной, и чувствовал, что Хепбёрн была слишком стара, чтобы убедительно отыграть свою роль. В телефонном разговоре с актрисой он сообщил ей, что проект откладывается, но на следующий день её агенту сообщили, что она получила уведомление за отказ выйти на работу. Хепберн была возмущена и собиралась подать в суд на MGM с требованием оплаты её вклада в сценарий, но в конце концов решила не подавать в суд. Позже Аллен сказала, что в законченном фильме осталась только одна её речь, но Хепберн было отказано в экранизации, поскольку она не была членом Гильдии сценаристов.